# José María Martín Patino
José María Martín Patino (Lumbrales, Salamanca, 30 de marzo de 1925-Madrid, 29 de marzo de 2015) fue un sacerdote español.
Fue hermano del director de cine y de documentales Basilio Martín Patino (1930-2017).

## Biografía
José María Martín Patino nació el 30 de marzo de 1925 en Lumbrales (Salamanca). Sus padres, ambos profesores, eran de derechas y católicos[cita requerida]. Su hermana fue religiosa como él, y su hermano Basilio (1930-2017), fue un destacado director de cine y de documentales.
Fue ordenado sacerdote en 1957 e ingresó en la Compañía de Jesús en 1960. Licenciado en Filosofía Eclesiástica por la Universidad Pontificia Comillas, en Filosofía Clásica por la Universidad de Salamanca y en Teología por la Sankt Jörgen de Fráncfort, doctorándose en esta materia en la Universidad Gregoriana de Roma (1963).
A partir de 1971, fue secretario del cardenal Vicente Enrique y Tarancón. Fue también secretario de la Comisión Episcopal de Liturgia (1963-1971) y director del Secretariado Nacional de la Liturgia (1971-1982), consultor de la Sagrada Congregación para el Culto Divino y provicario general de la Archidiócesis de Madrid-Alcalá. Cultivó también la actividad docente, siendo profesor en la Universidad de Comillas, así como director de la revista Sal Terrae.
El 16 de marzo de 1978 ofició el matrimonio entre la XVIII duquesa de Alba, Cayetana Fitz-James Stuart, y Jesús Aguirre.
En 1985 creó la Fundación Encuentro, una entidad cultural privada que tiene como finalidad estudiar desde diferentes ángulos los problemas de la sociedad española y promover el diálogo para su resolución. Desde 1993 publicaba un informe anual, con la colaboración de reconocidos especialistas.
Fue autor de varios libros, entre los que se encuentra La Iglesia en la sociedad española. También colaboró con asiduidad en el diario El País.
Falleció en Madrid el 29 de marzo de 2015.